# Lissonota histrio
Lissonota histrio là một loài tò vò trong họ Ichneumonidae.